# La Lorraine Bakery Group
La Lorraine Bakery Group NV is een Belgisch familiebedrijf actief in de maalderij- en bakkerijsector en is de grootste industriële bakkerij van België.
De groep heeft productie-eenheden in België, Polen, Tsjechië en Roemenië. Het hoofdkwartier is gevestigd te Ninove. Het bekendste merk van LLBG is Panos, met 250 verkooppunten in België, en daarnaast behoren ook The Coffee Club en Deliway tot haar portfolio. De groep is via het concern Vanobake eigendom van de Belgische familie Vanherpe.